# Phthiracarus jumbongiensis
Phthiracarus jumbongiensis är en kvalsterart som först beskrevs av Wojciech Niedbała 2002.  Phthiracarus jumbongiensis ingår i släktet Phthiracarus och familjen Phthiracaridae. Inga underarter finns listade i Catalogue of Life.